# Лапутин, Евгений Борисович
Евгений Лапутин (23 декабря 1958 года — 20 сентября 2005 года) — российский пластический хирург и писатель. С 2000 года до своей смерти был ведущим хирургом клиники «КЛАЗКО». Им были написаны сотни работ в области нейрохирургии, эстетической медицины и пластической хирургии. В 2003 году, по результатам опроса экспертов, Евгений Лапутин был назван лучшим пластическим хирургом Москвы.

## Биография
Родился в Москве. Окончил лечебный факультет столичного медико-стоматологического института, после занимался нейрохирургией. Некоторое время работал в институте имени Склифосовского. Пластической хирургией начал заниматься в 1998 году. Стал известен как разработчик оригинальных современных методик по коррекции возрастных изменений.
Лапутин был известен не только как доктор, но как и писатель, он состоял в Союзе писателей России. Некоторое время был главным редактором журнала «Новая Юность» и научным редактором журнала Kosmetic International. Его роман «Мои встречи с Огастесом Кьюницем» (1999) на тему любви двух мужчин, был высоко оценён литературной критикой. Последняя книга Лапутина «Студия сна, или Стихи по-японски», вышла в свет незадолго до его смерти. По мнению поэта Глеба Шульпякова:
…как мне кажется, он считал, что в кучу сбиваются бездари, чтобы легче было обороняться — или травить. Ну или делить премии и гранты. А он в этом не нуждался. Был финансово обеспечен и творчески абсолютно свободен. И в этом для меня тоже заключается некий урок Лапутина. Когда следует рассчитывать только на свои силы. Играть по тем правилам, которые сам признаешь. И плевать на то, что по этому поводу думают остальные. Когда-то, несколько лет назад, я был номинатором на Букера — то есть мог выдвинуть два романа. И я выдвинул «Голубое сало» Сорокина и роман Лапутина «Мои встречи с Огастесом Кьюницем». Без этих авторов, ярчайших, самобытных, длинный список был бы неполным, так я считал. По-моему, это был единственный раз, когда Женя участвовал в «литературной жизни» (помимо публикаций в журналах), и то не по своей воле. И в этом смысле я за него рад, конечно.

## Убийство
Евгений Лапутин был убит 21 сентября 2005 года. Нападение было совершено неизвестными ночью. С ножевым ранением хирурга доставили в институт Склифосовского, где Лапутин скончался. Прощальная церемония проходила в ритуальном зале Центральной клинической больницы. Туда пришли сотни людей, доктора и пациенты, среди которых были Лидия Федосеева-Шукшина и Татьяна Лазарева. На похороны из Нью-Йорка прилетели его мама, дочка, сестра и другие родственники.
Евгений Лапутин был похоронен в Москве на Даниловском кладбище.
Убийство не было раскрыто.

### Личная жизнь
- Первая жена — Вита, с ней он прожил вместе около 20 лет, но вынужден был разойтись. Вита также работала врачом.
  - В браке у них родилась дочь Яна. После смерти отца Яна сделала телевизионную карьеру, участвовала в шоу "Скажи, что не так?!" и "Между нами девочками". Написала несколько книг[4][5].
    - Внучка Тея (р. 18 июня 2011 года).
- Вторая жена Евгения Лапутина — Ирина, жила с ним в гражданском браке.
  - На момент убийства Лапутина их общему ребёнку было около двух лет.

## Оценки
Глеб Шульпяков:
Женя, на мой взгляд, делал в русской литературе невозможное. Он продолжал линию, которую наметил в поздних романах Набоков. То есть выдумывал собственные миры, населял их вымышленными персонажами, некими собирательными, что ли, образами, выуженными из собственного подсознания, и подсматривал, как они там, в романах, живут, и что вытворяют. То есть шпионил сам за собой, в сущности. Устраивал в прозе то, о чем мы боимся думать. И видим разве что во сне. После чего просыпаемся с каким-то стыдливым блаженством. Плюс, поскольку он прекрасно знал цену любому виду психоанализа, делал все это с самоиронией.